# Società degli Alpinisti Tridentini
Die Società degli Alpinisti Tridentini (SAT, auch S.A.T.) ist ein Alpiner Verein im Trentino.
Der Verein wurde am 2. September 1872 in Madonna di Campiglio als Società Alpina del Trentino gegründet. Seit 1920 ist die SAT eingegliedert in den Club Alpino Italiano (CAI), hat sich als „gruppo provinciale“ jedoch teilweise Autonomie vom Hauptverein bewahrt.
Der Verein hat fast 27.000 Mitglieder, aufgeteilt in 87 Sektionen und 6 Gruppen. Er besitzt 34 Schutzhütten, 13 Biwaks und sechs Vereinshütten (italienisch Capanne sociali) und ist für die Wartung von über 5500 Kilometern an Wegen und Klettersteigen in der Provinz Trient verantwortlich.
Am Sitz der Società degli Alpinisti Tridentini in Trient befinden sich auch Museum, Archiv und Bibliothek des Vereins.

## Schutzhütten und Biwakschachteln

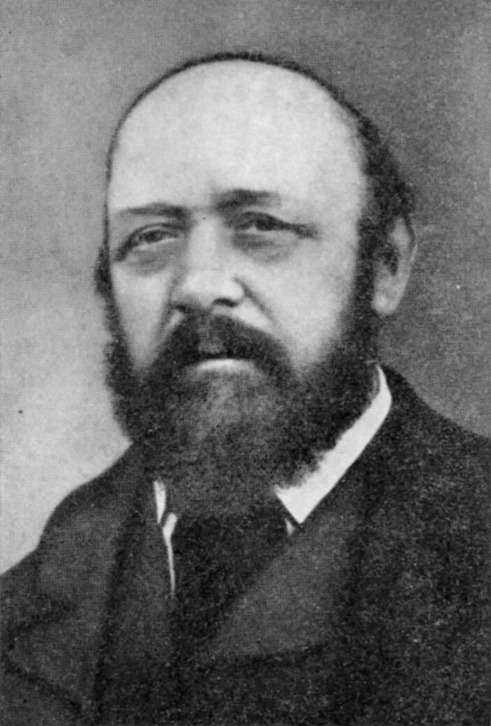
Prospero Marchetti, von 1872 bis 1880 erster Präsident der SAT

Mit der Casina di Bedole eröffnete die SAT ihre erste Hütte bereits 1874 im Val di Genova in der Adamellogruppe. In den folgenden Jahrzehnten wurde bis zum Ausbruch des Ersten Weltkriegs der Hüttenbau frenetisch vorangetrieben. Ein Grund für diese intensive Bautätigkeit lag auch im Wettkampf mit dem DÖAV, der von beiden Seiten auf dem Hintergrund irredentistischer und pangermanistischer Ideen ausgetragenen Erschließung der Trentiner Bergwelt geführt wurde. Ihren Höhepunkt erreichte dieser Wettstreit mit den nur wenige Meter voneinander entfernt erbauten Hütten der SAT, Rifugio Quintino Sella, und der Berliner Sektion des DÖAV, Tuckettpasshütte, in der Brenta sowie schließlich im Rechtsstreit um den Bau der von der Sektion Bremen ebenfalls in der Brenta oberhalb des Rifugio Tosa errichteten Hütte, der in letzter Instanz vor dem obersten Gerichtshof in Wien zugunsten der SAT entschieden wurde. Bis 1914 entstanden insgesamt 22 SAT-Hütten, von denen heute noch 14 existieren und von der SAT betrieben werden.
Während des Ersten Weltkrieges wurden alle Hütten vom österreichisch-ungarischen Militär beschlagnahmt. Alle Hütten wurden beschädigt und geplündert, vier sogar komplett zerstört und nicht wieder aufgebaut. Bereits 1921 konnte der Großteil der verbliebenen Hütten wieder genutzt werden. Im gleichen Jahr wurden der SAT vom italienischen Staat 14 enteignete DÖAV-Hütten anvertraut (Boè, Pisciadù, Valon, Fedaia, Contrin, Antermoia, Ciampedie, Rotwand, Vajolet, Canali, Pradidali, Tuckett, Mandron, Vioz), davon wurden vier gleich wieder an den CAI, Sektionen Bozen und Venedig und eine an den Alpiniverband ANA abgegeben, während die Mandronhütte im Krieg komplett zerstört worden war und später an neuer Stelle von der SAT aufgebaut wurde.
Aus einem Bericht des CAI von 1924 geht hervor, dass mit Ausnahme der Hütten Tosa und Quintino Sella sowie der ehemaligen DÖAV-Hütten die Schutzhütten der SAT relativ klein gewesen sind und eine Kapazität von 10 bis 15 Schlafplätzen besaßen. Zu einem weiteren Ausbau des Hüttennetzes im Trentino trug die Dezentralisierung der SAT mit der Einführung von Sektionen bei, die bis 1920 nicht im Statut vorgesehen waren. Durch die Sektionen wurden 16 neue Hütten errichtet, wovon noch 10 existieren. Drei werden als Sektionshütten genutzt, drei wurden verkauft, nachdem sie ihre Funktion als Schutzhütte aufgrund verschiedener baulicher Erschließungen verloren hatten (Candriai, Tremalzo, Panarotta). In der Zwischenkriegszeit wurde auch die Blockbauform der SAT-Hütten aufgegeben und die neuen Schutzhütten nicht mehr nach diesem fast einheitlichem Muster errichtet.
Nach dem Zweiten Weltkrieg wurden die Schutzhütten der SAT ab den 1950er Jahren schrittweise erweitert und modernisiert, insbesondere in den 1980er und 1990er Jahren. 1951 gingen auch die von der SAT seit 1921 betriebenen ehemaligen DÖAV-Hütten in den Besitz der SAT über.
Die SAT gehört als Mitglied des CAI zu den Unterzeichnern des Abkommens „Gegenrecht auf Hütten“.
Liste der Schutzhütten und Biwakschachteln der SAT.
| Schutzhütten - Rifugio Agostini, Brenta - Rifugio Altissimo, Gardaseeberge - Rifugio Antermoia, Rosengartengruppe - Rifugio Bindesi, Vizentiner Alpen - Rifugio Boè, Sellagruppe - Rifugio Carè Alto, Adamellogruppe - Rifugio Casarota, Vizentiner Alpen - Rifugio Cevedale, Ortler-Alpen - Rifugio Ciampedie, Rosengartengruppe - Rifugio Cima d’Asta, Fleimstaler Alpen - Rifugio Denza, Adamellogruppe - Rifugio Don Zio, Gardaseeberge - Rifugio Dorigoni, Ortler-Alpen - Rifugio Finonchio, Vizentiner Alpen - Rifugio Graffer, Brenta - Rifugio Lancia, Vizentiner Alpen - Rifugio Mandrone, Adamellogruppe - Rifugio Monzoni, Marmolatagruppe | Schutzhütten - Rifugio Paludei, Vizentiner Alpen - Rifugio Peller, Brenta - Rifugio Pernici, Gardaseeberge - Rifugio Roda di Vael, Rosengartengruppe - Rifugio Rosetta, Palagruppe - Rifugio San Pietro, Gardaseeberge - Rifugio Segantini, Adamellogruppe - Rifugio Sette Selle, Fleimstaler Alpen - Rifugio Stivo, Gardaseeberge - Rifugio Tonini, Fleimstaler Alpen - Rifugio Tosa/Pedrotti, Brenta - Rifugio Tuckett/Sella, Brenta - Rifugio Vajolet, Rosengartengruppe - Rifugio Val di Fumo, Adamellogruppe - Rifugio Velo della Madonna, Palagruppe - Rifugio Vioz, Ortler-Alpen - Rifugio XII. Apostoli, Brenta | Biwakschachteln - Capanna Giuseppe Cavinato, Fleimstaler Alpen - Cima Presanella “Brigata Orobica”, Adamellogruppe - Cima Sassara – „F.lli Bonvecchio“, Brenta - Crozzon – „E. Castiglioni“, Brenta - Cunella, Adamellogruppe - Forcella Grande – „M. Rigatti“, Latemar - Latemar – „A. Sieff“, Latemar - Passo delle Vacche – „E. Segalla“, Adamellogruppe - Pra Castron – „C. Costanzi“, Brenta - Presanella – „Vittorio Roberti“, Adamellogruppe - Sinel – „G. Pedrinolla“, Vizentiner Alpen - Vallaccia – „D. Zeni“, Marmolatagruppe - Vigolana – „G.B. Giacomelli“, Vizentiner Alpen |

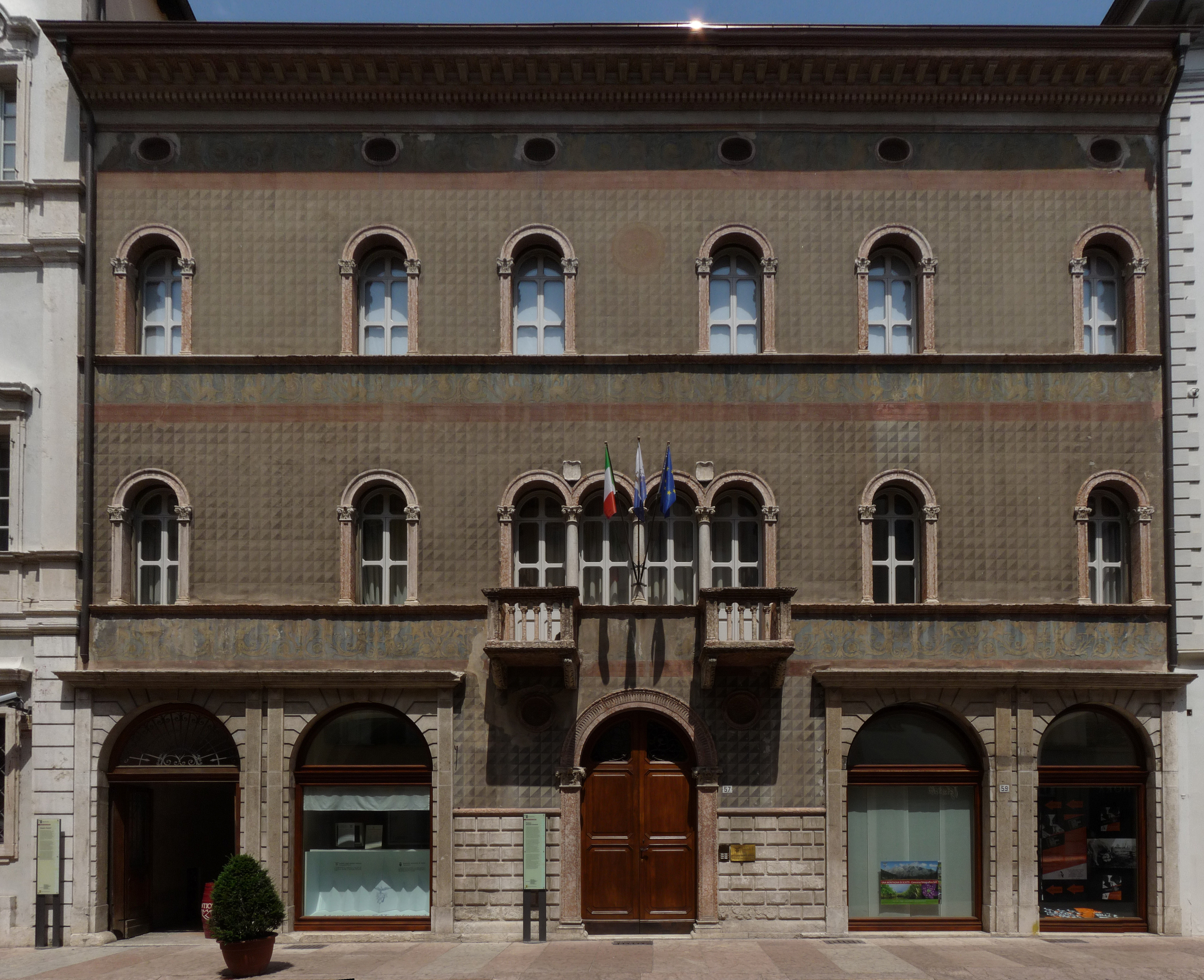
Palazzo Saracini Cresseri in Trient, Sitz der SAT

Stand: 1. September 2023

### Ehemalige SAT Hütten
- Casina di Bedole, im Val di Genova, Adamellogruppe

eingeweiht 1874 und bis zum Bau der Capanna Bolognini 1888 genutzt
- Rifugio Lares, Adamellogruppe

errichtet 1882, im Ersten Weltkrieg zerstört
- Capanna Bolognini, im Val di Genova, Adamellogruppe

errichtet 1888 im Ersten Weltkrieg zerstört
- Capanna Dos del Sabion, Brenta

errichtet 1891 im Ersten Weltkrieg zerstört
- Rifugio Groste – Antonio Stoppani, Brenta

errichtet 1892, 1940 abgebrannt
- Capanna Monte Roen, Nonsberggruppe

errichtet 1895, nach wenigen Jahren aufgegeben
- Rifugio Paganella – Cesare Battisti, Brenta

errichtet 1908, in den 1970er Jahren an die RAI verkauft
- Rifugio Albergo Venezia alla Fedaia, Marmolatagruppe

errichtet 1908, 1910 abgebrannt und neu aufgebaut, im Ersten Weltkrieg zerstört
- Rifugio Mantova, Ortler-Alpen

errichtet 1908, im Ersten Weltkrieg zerstört
- Rifugio Candriai, Gardaseeberge

errichtet 1927, verkauft
- Rifugio Velo, Gardaseeberge

errichtet 1932, Anfang der 2000er verkauft
- Rifugio Panarotta, Lagorai

errichtet 1934, 1973 verkauft
- Capanna Marmolada, Marmolatagruppe

errichtet 1934, beim Bau der Seilbahn auf die Punta Rocca in den 1970er Jahren abgerissen
- Rifugio Tremalzo – Federico Guella, Gardaseeberge

errichtet 1934, in den 1970er verkauft